# Црква Светог цара Константина и царице Јелене у Коњевићима
Црква Светог цара Константина и царице Јелене у Коњевићима, насељеном месту Града Чачка, припада Епархији жичкој Српске православне цркве. Црквена слава прославља се 3. јуна.
Храм је подигнут на месту првобитне цркве брвнаре с краја 18. века. Градња данашње цркве започета је 1925. године. Освећење је извршио Свети владика Николај десет година касније. Црква је тешко страдала приликом гранатирања током Другог светског рата.
Основа цркве је у облику триконхоса, са великом куполом изнад наоса. Припрата је монтажног типа, украшена витражима. Са северне стране храма подигнута је модерна грађевина са гориоником за свеће и високим звоником.